# کارل-هاینتس کروگر
کارل-هاینتس کروگر (آلمانی: Karl-Heinz Krüger؛ زادهٔ ۲۵ دسامبر ۱۹۵۳) بوکسور اهل آلمان بود.